# Bailén
Baylen (Bailén trong tiếng Tây Ban Nha) là một đô thị trong tỉnh Jaén, Tây Ban Nha.